# Луцій Валерій Флакк (консул-суфект 86 року до н. е.)
Луцій Валерій Флакк (лат. Lucius Valerius Flaccus, ? — 85 до н. е.) — політичний та військовий діяч Римської республіки, консул-суфект 86 року до н. е..

## Життєпис
Походив з патриціанського роду Валеріїв. Син Гая Валерія Флакка та Бебії. Завдяки родинним зв'язкам зробив кар'єру. 
Військову службу розпочав під орудою Гая Марія, коли той воював проти германських племен кімврів та тевтонів. У 100 році до н. е. став 
військовим трибуном. У 99 році до н. е. його обрано курульним еділом.
У 92 році до н. е. обіймав посаду претора, з 92 до 91 року до н. е. як пропретор керував провінцією Азія. Під час своєї каденції багато зробив для розбудови міст. Був визнаний патроном міста Колофон. По поверненню брав участь у Союзницькій війні.
У 87 році до н. е., з початком громадянської війни між Гаєм Марієм та Луцієм Корнелієм Суллою, підтримав першого. На чолі кінноти захопив Остію. У 86 році до н. е. після смерті Марія став консулом-суфектом. На цій посаді зробив спробу полегшити фінансове становище римської аристократії, намагався вирішити проблему боргів. Це вдалось частково.
Як провінцію у 85 році до н. е. отримав Азію. Тут він повинен був вести війну проти Мітридата VI, царя Понту, а також боротися проти Луція Корнелія Сулли. По прибуттю до міста Халкідон проти нього виступив власний легат Гай Флавій Фімбрія, який сам бажав отримати перемогу над ворогами. Зрештою був схоплений та вбитий у Нікомедії.

## Родина
- Луцій Валерій Флакк, претор 63 року до н. е.
- Валерія Павла